# Gyumri
Gyumri (tiếng Armenia: Գյումրի [gjumˈɾi], tiếng Thổ Nhĩ Kỳ: Gümrü) là thành phố lớn thứ nhì tại Armenia và là thủ phủ tỉnh Shirak ở miền tây bắc đất nước. Vào cuối thế kỷ 19, khi thành phố vẫn còn có tên Alexandropol, nó là một trong những thành phố lớn nhất Đông Armenia do Nga quản lý với dân số ngang ngửa Yerevan. Thành phố được đặt lại tên Leninakan vào thời Liên Xô. Dân số thành phố đạt đến 200.000 trước thời điểm trận động đất Spitak 1988, khi thành phố bị phá hủy. Theo thống kê 2011, thành phố có dân số 121.976 người, giảm đi so với con số 150.917 ghi nhận trong thống kê 2001.